# Arctosa littoralis
Arctosa littoralis är en spindelart som först beskrevs av Nicholas Marcellus Hentz 1844.  Arctosa littoralis ingår i släktet Arctosa och familjen vargspindlar. Inga underarter finns listade i Catalogue of Life.